# Elsa Pletscher
Elsa Pletscher (* 23. Juni 1908 in Schleitheim; † 18. April 1998 in Montagnola) war eine Schweizer Plastikerin, Malerin und Zeichnerin.

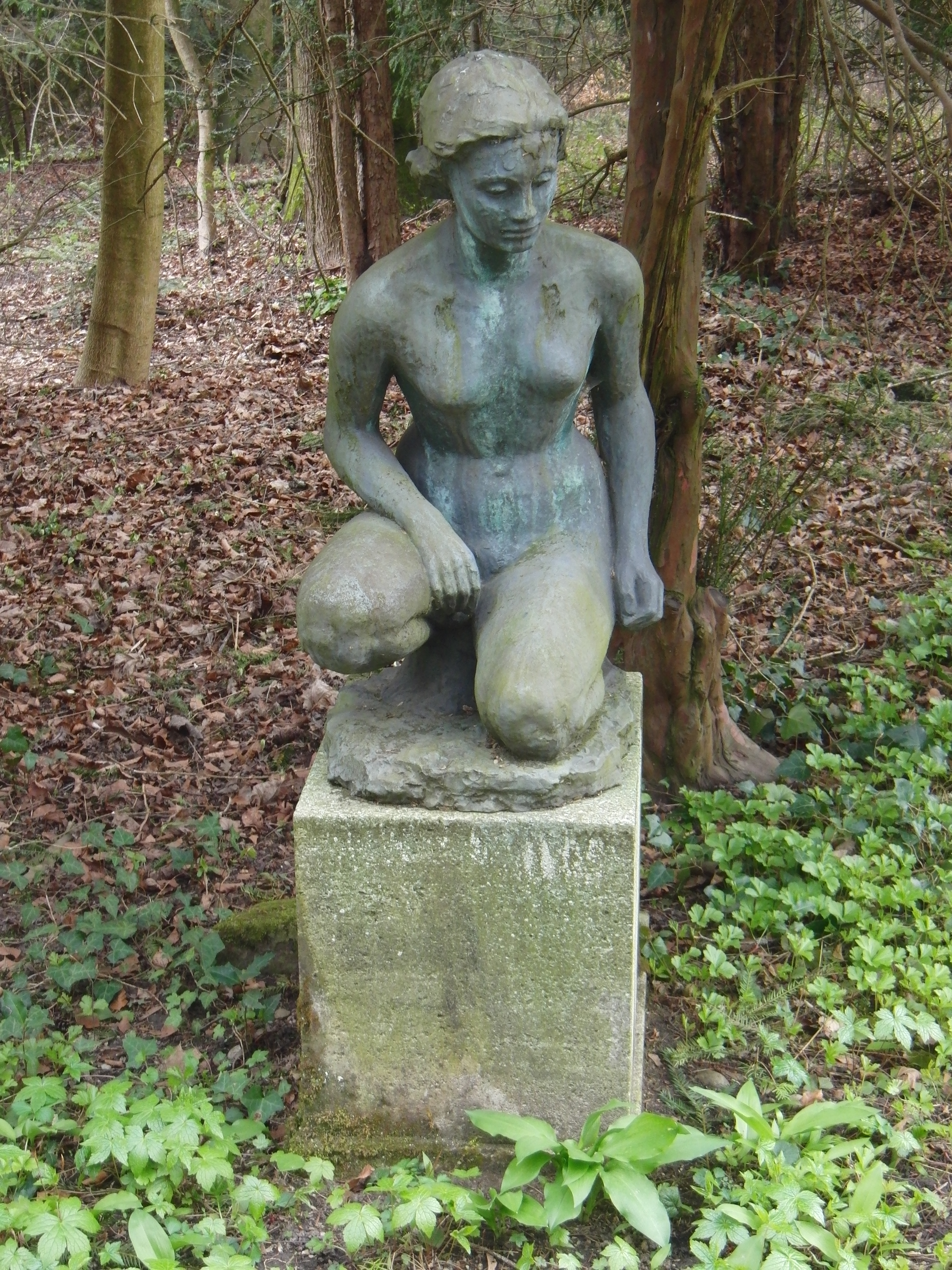
Skulptur auf dem Friedhof Rosenberg

## Leben und Werk
Elsa Pletscher, auch Els genannt, war eine Tochter des Juristen und Politikers Heinrich Pletscher und der aus Zürich stammenden Luise, geborene Bluntschli (1884–1972). Die Vorfahren ihres Vaters wurden 1468 erstmals im Jahrzeitrodel der Kirche Schleitheim erwähnt.
Die Familie Pletscher bewohnte einige hundert Jahre das «Haus auf dem Kirchhof» neben dem Totengarten, das heutige «Haus Graf».
Pletscher verbrachte die Jugendjahre in Schaffhausen und liess sich in St. Gallen zur Kindergärtnerin ausbilden. 
1938 kuratierte Els Pletscher die Ausgabe der Weihnachtsausstellung des Kunstvereins Schaffhausen. Dieses Format bot einen Übersicht über das Kunstschaffen der Region Schaffhausen.
Anschliessend folgten Aufenthalte an der Kunstakademie in Paris sowie eine Lehrzeit in einem Bildhaueratelier in Zürich. In Florenz besuchte sie die Academia della Porta Romana. Von 1960 bis 1985 lebte Pletscher bei Fiesole, anschliessend in Montagnola.
Ihre Arbeiten wurden in Italien und in der Schweiz mit Kunstpreisen ausgezeichnet. So erhielt sie 1976 und 1978 den Georg-Fischer-Preis.